# Тростець
Тростець — річка в Україні, у Лугинській громаді Коростенського району Житомирської області. Права притока Жерева (басейн Прип'яті).

## Опис
Довжина — 18 км, похил русла — 2 м/км, площа басейну — 127 км². У річку впадає ліва притока Глухова (Конявка) та кілька   безіменних приток і струмків.
На річці споруджено декілька ставків, які утворились через перегородження дамбами. Найбільший з них має назву Товста.

## Розташування
Бере початок в урочищі Тростець. Тече переважно на північний захід через село Літки, селище Лугини і впадає в річку Жерев за 59 км від гирла.
На деяких картах нижня течія цієї річки позначена як річка Літки, а сама річка Тростець не позначена .

## Притоки
- Круглик: права, має притоку р. Крута[2];
- Медведівка[3];
- Полонка (Криничка, Літки): права притока, протікає через с. Літки[4]. Має дві притоки: Теснівка (права)[5] та Коніївка (Глухова) (ліва) [6] [7].